# Салех аль-Арурі
Салех Арурі (араб. صالح العاروري, також транслітерується як Салах аль-Арурі або Салих аль-Алурі; нар. 19 серпня 1966, Арура, Рамалла і ель-Біра, Західний берег річки Йордан — пом. 2 січня 2024, Дахіє, Баабда, Гірський Ліван, Ліван) — старший лідер ХАМАС і командир-засновник його військового крила, бригад Ізз ад-Дін аль-Кассам. Заступник голови політичного бюро ХАМАСу і його військовий командувач на Західному березі річки Йордан, хоча на момент своєї смерті жив у Лівані.

## Життєпис
Салех Арурі народився в місті Арура поблизу Рамалли на Західному березі річки Йордан у 1966 році. Вступив до Хевронського університету для вивчення ісламського шаріату в 1985 році, під час якого був обраний головою ісламської фракції в університеті і був завербований в ХАМАС під час Першої інтифади проти ізраїльської окупації в 1987 році. Починаючи з 1990 року був неодноразово ув'язнений Ізраїлем за свою діяльність в ХАМАС, починаючи з адміністративного затримання, і закінчуючи відбуванням свого найдовшого терміну ув'язнення — 15 років, перш ніж був звільнений у 2007 році. Був висланий Ізраїлем з палестинських територій до Сирії, пізніше переїхав до Туреччини і, нарешті, оселився в Лівані в 2015 році.
Його описували як «здібного, харизматичного, підозрілого і проникливого оператора з чудовими зв'язками». Він також служив вербувальником і брав активну участь у зборі та переказі коштів від імені ХАМАС. За деякими джерелами Арурі вважався одним з архітекторів нападу на Ізраїль 7 жовтня, а також був відомий своєю роллю в розширенні діяльності ХАМАС на Західному березі річки Йордан.
США, які оголосили його терористом у 2015 році, також призначили за його голову винагороду в розмірі $5 млн.

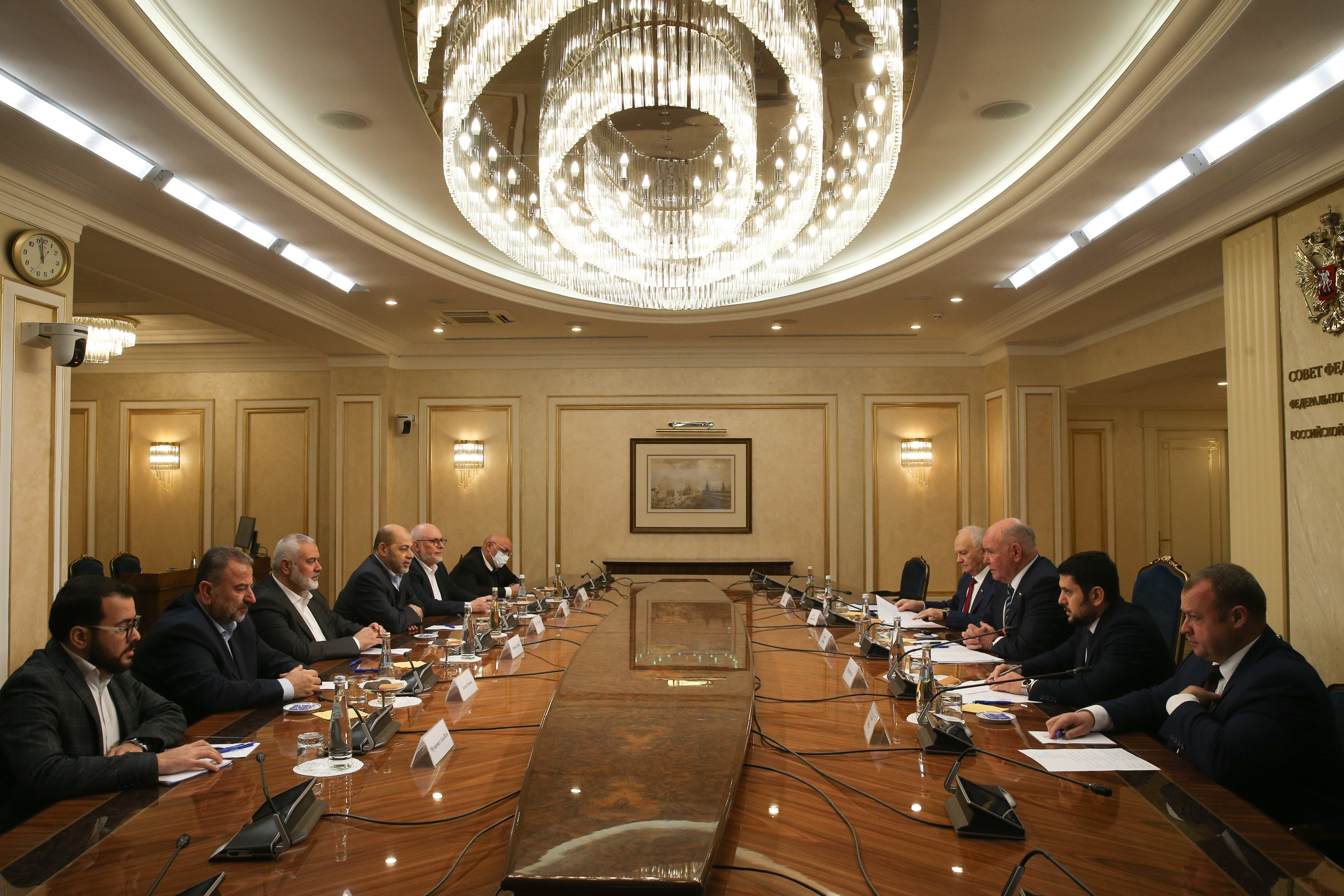
У складі делагації ХАМАС в Москві у вересні 2022 (другий зліва)

У жовтні 2023 року його було внесено до бази «Миротворець».
Арурі було вбито 2 січня 2024 року під час війни між Ізраїлем і ХАМАС внаслідок ізраїльського авіаційного удару.

## Вбивство
На момент своєї смерті у 2024 році Арурі жив у Лівані. Його будинок в Арурі на окупованому Ізраїлем Західному березі річки Йордан зруйнували ізраїльські війська під час війни між Ізраїлем і ХАМАС у жовтні 2023 року.
2 січня 2024 року 57-річного Арурі було вбито в районі Дахіє в Бейруті внаслідок ізраїльського удару. Підозрюють, що до нападу причетний Ізраїль, головний опонент ХАМАС, але країна офіційно не визнала і не заперечила свою причетність. Вбивство, в результаті якого також загинули ще п'ять осіб, сталося за день до того, як Хезболла відзначила річницю вбивства високопоставленого іранського військового командира Касема Сулеймані.